# Bullera crocea
Bullera crocea är en svampart som beskrevs av Buhagiar 1983. Bullera crocea ingår i släktet Bullera och familjen Tremellaceae.   Inga underarter finns listade i Catalogue of Life.